# توري براغاسا
توري براغاسا (بالإنجليزية: Tory Pragassa)‏ (مواليد 14 أكتوبر 1996) هو سبّاح كيني، مثّل بلاده في ألعاب الكومنولث 2014.

## روابط خارجية
توري براغاسا على موقع الاتحاد الدولي للسباحة (الإنجليزية)
- توري براغاسا على موقع اتحاد ألعاب الكومنولث (مؤرشف) (الإنجليزية)